# 刘为涛
刘为涛（1898年—1970年），字洪波，男，四川叙永人，中国物理化学家，曾任中国化学会常务理事，四川省科学技术协会副主席。